# Jack Oliver (Geophysiker)
John Ertle „Jack“ Oliver (* 26. September 1923 in Massillon, Ohio; † 5. Januar 2011 in Ithaca (New York)) war ein US-amerikanischer  Geophysiker, der in der frühen Phase der Durchsetzung der Theorie in den 1960er Jahren durch seismologische Datensammlung wichtige Beiträge zur Plattentektonik lieferte.
Oliver studierte, unterbrochen vom Wehrdienst bei der US Navy im Zweiten Weltkrieg im Pazifik, an der Columbia University, an der er ein Stipendium als Footballspieler hatte. 1947 erwarb er seinen Bachelor-Abschluss und danach seinen Master-Abschluss in Physik. 1953 wurde er am Lamont-Doherty Earth Observatory in Geophysik promoviert. Damals befasste er sich unter anderem mit der seismologischen Verifizierung von Kernwaffentests, weshalb er 1958 und 1959 Berater der US-Regierung in diesen Fragen bei den Verhandlungen zu Teststopp-Abkommen war. In den 1960er Jahren installierte er mit seinen Studenten und Mitarbeitern ein Netz seismologischer Stationen im Pazifik, unter anderem auf Fidschi und Tonga. Die Daten waren eine wichtige Stütze der Plattentektonik, da sie Hinweise zum Beispiel auf Subduktion von Platten ergaben. 1968 veröffentlichte er mit seinen ehemaligen Studenten Bryan L. Isacks und Lynn R. Sykes eine wichtige Arbeit, die diese Erkenntnisse zusammenfasste. Er war viele Jahre Leiter der seismologischen Forschung am Lamont-Doherty Observatorium der Columbia University und 1969 bis 1971 Vorstand der Fakultät für Geologie. 1971 ging er als Professor für Geophysik an die Cornell University. Dort initiierte er mit Sidney Kaufman ein Programm zur Erkundung der tiefen Erdkruste mit Reflexionsseismik (COCORP, Consortium for the Continental Reflection Profiling). Sie untersuchten unter anderem die Appalachen (mit Robert D. Hatcher).
1984 wurde Oliver in die National Academy of Sciences gewählt. 1987 war er Präsident der Geological Society of America.
1998 wurde Oliver die Penrose-Medaille der Geological Society of America verliehen.
Er war seit 1964 verheiratet und hatte zwei Töchter.